# Jordyn Huitema
Jordyn Pamela Huitema (Chilliwack, 8 mei 2001) is een Canadees voetbalster die bij voorkeur als aanvaller voor Paris Saint-Germain speelt. In 2020 is ze samen met haar toenmalige vriend Alphonso Davies een youtube account begonnen over hun leven. Dit account heeft binnen twee jaar al honderdduizenden volgers.

## Clubcarrière
Huitema speelde in jeugd voor diverse Canadese jeugdteams. Op 17 mei 2019 werd bekend dat zij een vierjarig contract had getekend voor Paris Saint-Germain.

## Interlandcarrière
Huitema voetbalde voor meerdere Canadese jeugdelftallen. Op 8 maart 2017 maakte zij haar debuut in het Canadese vrouwenelftal op de Algarve Cup. Ze was op dat moment 15 jaar oud. Huitema maakte haar eerste interlandgoal op 11 juni 2017 tegen Costa Rica.